# Hypodontolaimus carinatus
Hypodontolaimus carinatus är en rundmaskart. Hypodontolaimus carinatus ingår i släktet Hypodontolaimus och familjen Chromadoridae. Inga underarter finns listade i Catalogue of Life.